# Gottröra
Gottröra er en landsby i Norrtälje kommune i provinsen Uppland, Sverige. Mange hundrede fortidsminder er registreret i Gottröra.
I 1991 måtte SAS Flight 751, der havde danskeren Stefan G. Rasmussen som pilot, foretage en nødlanding nær Gottröra.